# Nikolaevsky (huyện của Ulyanovsk)
Huyện Nikolaevsky (tiếng Nga: ? райо́н) là một huyện hành chính tự quản (raion), của Tỉnh Ulyanovsk, Nga. Huyện có diện tích 2070 kilômét vuông, dân số thời điểm ngày 1 tháng 1 năm 2000 là 34000 người. Trung tâm của huyện đóng ở Nikolaevka.